# Мордвино-Поливаново
Мордвино-Поливаново — деревня в Рязанском районе Рязанской области. Входит в Искровское сельское поселение.

## География
Находится в северо-западной части Рязанской области на расстоянии приблизительно 23 км на юго-восток по прямой от вокзала станции Рязань II.

## История
Наиболее раннее доказательство существование деревни зафиксировано на карте 1941 года.

## Население
Численность населения: 2 человека в 2002 году (русские 100 %), 0 в 2010.